# How to Sink Slowly
How to Sink Slowly es el segundo álbum de estudio del músico surcoreano Brokenteeth. El álbum salió a la venta el 23 de febrero de 2023.

## Recepción crítica
El crítico de música pop Seojeongmingab comentó: "Su música está del lado de todos los que vivieron y afrontaron el momento encarnando maravillosamente incluso el momento de la caída." Yoo Seongeun, de Music Y, revisó el tema 138 del álbum y dijo: "La melodía lírica y la voz suave apenas se oyen, y la mayor parte del espacio lo ocupa el sonido de trazo perezoso de la guitarra eléctrica, y en la mente caótica se arremolinan emociones como el sentimentalismo y la tristeza que se podían sentir al escuchar el álbum de Radiohead en los primeros días".

## Lista de canciones
| N.º   | Título                                  | Duración |  |
| 1.    | «해는 지고 있는데 (The Sun is Setting)» | 5:00     |  |
| 2.    | «138»                                   | 4:34     |  |
| 3.    | «Walkerrrr…»                            | 2:56     |  |
| 4.    | «노을폭격 (Sunset Strike)»              | 5:06     |  |
| 5.    | «동상이몽 (Two Lines)»                  | 4:21     |  |
| 6.    | «추락 (Sleepwalk to Sink)»              | 6:12     |  |
| 7.    | «Farewell to a Long Night»              | 2:19     |  |
| 8.    | «Heaven Express(again)»                 | 4:46     |  |
| 9.    | «Spring»                                | 7:27     |  |
| 10.   | «잠수병 (How to Avoid the Bends)»       | 4:38     |  |
| 47:19 |                                         |          |  |